# Schwarzhorn (Alpy Wschodnie)
Schwarzhorn, Hinter Grauspitz (2573 m n.p.m.) – szczyt w Alpach Wschodnich, w paśmie Rätikon, położony na granicy Liechtensteinu i Szwajcarii, niższy z dwóch wierzchołków masywu Grauspitz, drugi co do wysokości punkt Księstwa Liechtensteinu.
Na szczycie umieszczony jest metalowy krzyż oraz księga wejść. Przez Schwarzhorn prowadzi najłatwiejsza i najczęściej wybierana trasa na najwyższy szczyt Liechtensteinu – Vorder Grauspitz.